# John Lawrence LeConte
Pour les articles homonymes, voir Leconte.
John Lawrence Leconte ou LeConte est un entomologiste américain, né le 13 mai 1825 à New York et mort le 15 novembre 1883 à Philadelphie.

## Biographie
Il est le fils du naturaliste John Eatton LeConte (1784-1860) et de Mary Anne née Lawrence ; sa famille compte plusieurs générations de scientifiques. Il fait ses études à Mount Saint Mary College et obtient son titre de docteur en médecine en 1846 à l’école de médecine de New York. Durant ses études, il fait plusieurs voyages notamment dans les Montagnes Rocheuses et sur le Lac Supérieur. En 1848, il accompagne Louis Agassiz (1807-1873) dans un voyage au Lac Supérieur. De 1846 à 1861, il étudie la zoogéographie et l’entomologie. En 1849, LeConte part en Californie et explore le fleuve Colorado jusqu’en 1851. En 1852, il s’installe à Philadelphie où il réside jusqu’à sa mort. De 1861 à 1865, il est médecin volontaire dans l’armée américaine où il atteint le rang de lieutenant-colonel. Il se marie le 10 janvier 1861 avec Helen Grier. Il devient, en 1865, médecin-inspecteur tout en se consacrant à la minéralogie, la géologie et à l’entomologie. De 1878 à 1883, il est chef de clinique à Philadelphie. Il fait plusieurs voyages scientifiques, notamment au Honduras en 1867, à Panama, en Europe, en Algérie et en Égypte.
Il préside l'Académie américaine des arts et des sciences en 1874 et est le vice-président de la Société américaine de philosophie de 1880 à 1883. LeConte participe à la fondation de la Société entomologique américaine et est membre de l'Académie nationale des sciences des États-Unis. Leconte est notamment l’auteur d’On the Classification of the Carabidae of the United States (1862-1873), dont une partie est cosignée avec George Henry Horn (1840-1897), New Species of North American Coleoptera (1866, 1873), The Rhynchophora of America North of Mexico (1876), et participe à Classification of the Coleoptera of North American (1883).